# Charles Secrétan

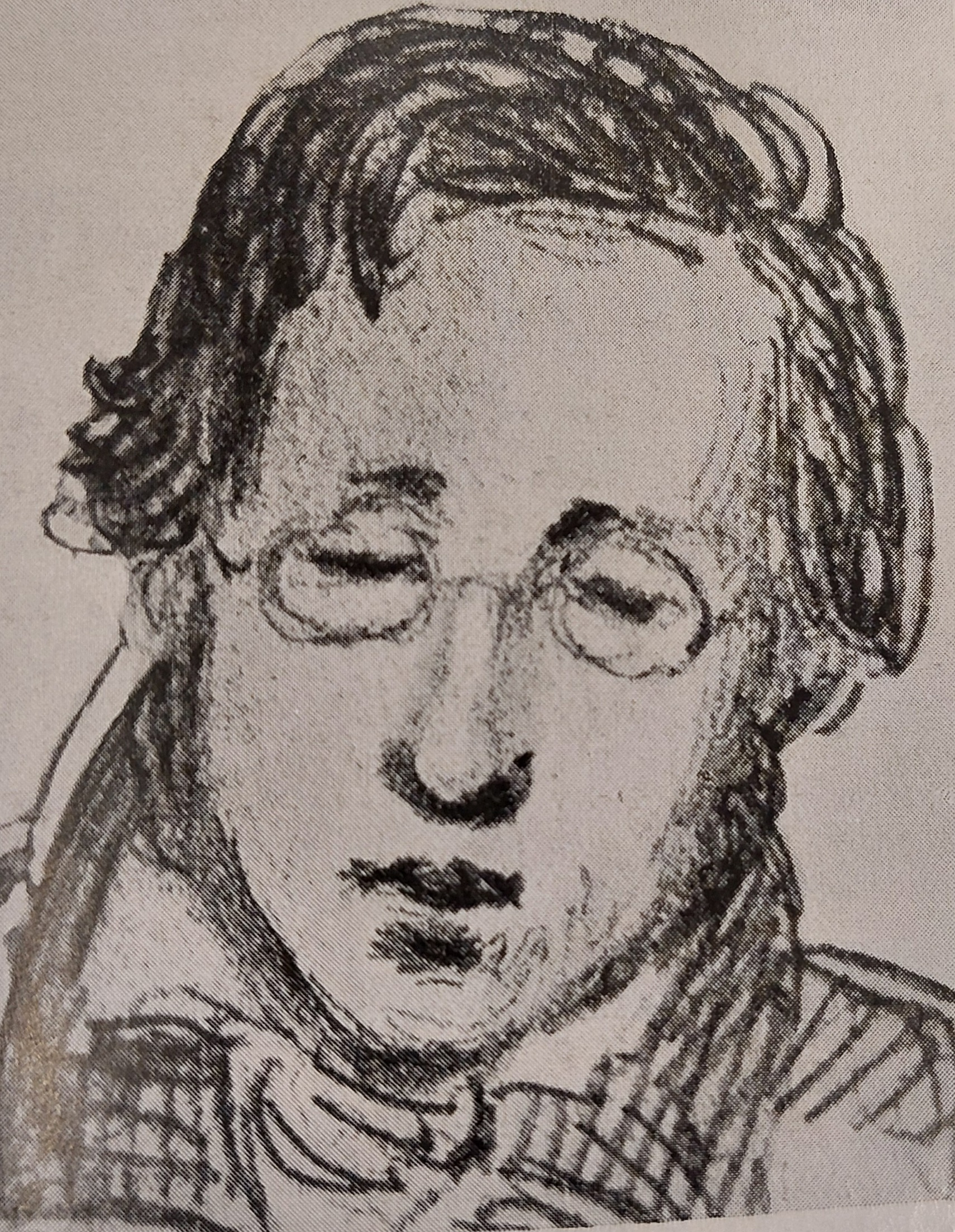
Charles Secrétan (1837)

Charles Secrétan, född den 19 januari 1815 i Lausanne, död där den 21 januari 1895, var en schweizisk filosof.
Secrétan hade som ung åhört Schellings och Baaders föreläsningar i München samt blev 1838 extra ordinarie och 1841 ordinarie professor i Lausanne. Under de politiska striderna måste han nedlägga sin professur och var under några år anställd vid akademien i Neuchâtel. Men 1862 återvände han till sin födelsestad. 
Det centrala begreppet i Secrétans filosofi är friheten. I överensstämmelse med kristendomen fattar han alltings yttersta grund som en personlig Gud. Som sin egen grund är denne till sitt väsen fri. Av fri vilja har människan genom syndafallet skilt sig från Gud, men genom sin viljas frihet kan hon också återvända till den gudomliga ordningen. Den kristna kyrkans dogmer fattar Secrétan etiskt, och han söker formulera dem så, att de inte strider mot vetenskapen. Människornas solidaritet i Kristus är enligt hans åsikt det sista svaret på de politiska och sociala frågorna. 
Hans huvudarbeten är La philosophie de la liberté (2 band, 1849; 2:a upplagan 1866–1872; 3:e upplagan av band I 1879), Le principe de la morale (1883) och La civilisation et la croyance (1887; 3:e upplagan 1893), varjämte han utgav flera skrifter i sociala frågor, bland annat Le droit de la femme (1887; 4:e upplagan 1888) och Études sociales (1889). Han behandlades i monografier av François Pillon (La philosophie de Secrétan, 1898), och Paul Duproix (Charles Secrétan und seine Beziehungen zur kantischen Philosophie, Kantstudien 1902).